# GNU build system

Autotools

El sistema de compilación de GNU o GNU Build System, conocido también como Autotools, es un conjunto de herramientas producido por el proyecto GNU. Estas herramientas están diseñadas para ayudar a crear paquetes de código fuente portable a varios sistemas Unix. El GNU Build System forma parte de la cadena de herramientas de GNU y se usa mucho para desarrollar software libre. Aunque las herramientas que contiene el GNU Build System son GPL no existe ninguna restricción para desarrollar software portable no libre con él.

## Herramientas incluidas con GNU Build System

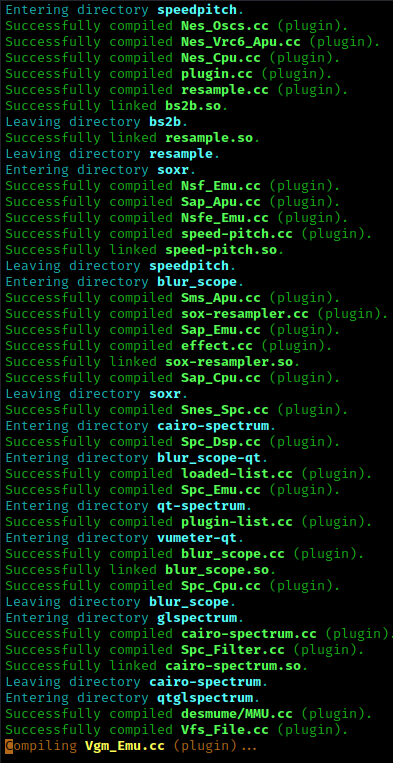
Captura de pantalla de GNU Make building Audacious.

El GNU Build System comprende los programas de utilidad GNU Autoconf, Automake y Libtool. Otras herramientas utilizadas frecuentemente son el programa GNU make, GNU gettext, pkg-config y la GNU Compiler Collection (GCC).

### GNU Autoconf
Autoconf procesa los archivos configure.in o configure.ac (aunque se recomienda emplear configure.ac). Cuando ejecuta el script de configuración también puede procesar otros archivos como Makefile.in para producir como salida un archivo Makefile.
Autoconf se concibe para intentar salvar las diferencias que existen entre distintos tipos de Unix. Por ejemplo, algunos sistemas Unix pueden tener funcionalidades que no existen o no funcionan en otros sistemas. Autoconf puede detectar ese problema y busca la forma de solucionarlo. La salida de Autoconf es un script denominado configure. Autoconf incluye la herramienta Autoheader que se usa para manejar los archivos de cabecera de C.

### GNU Automake
Automake ayuda a crear archivos Makefile portables. Estos son procesados después por la herramienta Make. Toma como entrada un archivo Makefile.am y lo transforma en un Makefile.in. Este, a su vez, es utilizado por Autoconf para generar el archivo Makefile final.

### GNU Libtool
Libtool ayuda a generar bibliotecas estáticas y dinámicas para varios sistemas operativos Unix. Libtool abstrae el proceso de creación de las bibliotecas ocultando las diferencias entre los distintos sistemas (entre GNU/Linux y Solaris por ejemplo).

## Ventajas de GNU Build System
El GNU Build System provee de un entorno de programación que permite escribir código portable. Al menos entre distintos tipos de Unix. También logra que el proceso de construcción sea más fácil para el usuario, logrando que el usuario tan solo necesite un pequeño número de comandos para construir e instalar el programa.
Las utilidades usadas por el sistema de compilación GNU son necesarias exclusivamente en la máquina de desarrollo. Los usuarios no necesitan Autoconf, Automake o Libtool para construir o instalar el software. Esto hace que el GNU Build System sea autocontenido. Únicamente hacen falta herramientas estándares de Unix para construirlo. Esto se consigue por medio de scripts que ayudan a configurar el software para el sistema operativo de un determinado usuario.
Las utilidades disponibles en el GNU Build System pueden ser trabajadas juntas o separadas. Un proyecto puede emplear una de ellas sin necesidad de utilizar el resto.

## Desventajas del GNU Build System
El GNU Build System toma los scripts compatibles con el intérprete de comandos Bourne para ayudar al usuario en la configuración y en el proceso de construcción. Sin embargo, hay algunos sistemas operativos (como la familia de Microsoft Windows) que no pueden ejecutar los scripts del intérprete Bourne por sí mismos. Esto hace más difícil construir software en los Sistemas Operativos Windows que en un sistema Unix. De todas formas se puede instalar el sistema MinGW en Windows para proveer de una capa de compatibilidad (y opcionalmente Cygwin para añadir compatibilidad con POSIX). De esta manera se dispondría de un entorno con todas las herramientas propias de Unix.
Los proyectos que usan el sistema de compilación GNU pueden disponer, o no, de un archivo configure. Si no dispone de él podemos generarlo siguiendo estos pasos:
$ aclocal 

$ autoheader 

$ automake 

$ autoconf
No todos los comandos son necesarios. Dependiendo del uso que haga el proyecto del GNU Build System puede que tengamos que utilizar uno o más de estos pasos.